# Ovidy Karuru
Ovidiy Obvious Karuru (Masvingo, 23 gennaio 1989) è un ex calciatore zimbabwese, di ruolo centrocampista.

## Caratteristiche tecniche
È in grado di ricoprire tutti i ruoli di centrocampo.

## Carriera

### Club
Dopo aver giocato per alcune stagioni in patria viene acquistato dai francesi del Boulogne, con cui nella stagione 2009-2010 segna un gol in 14 presenze in Ligue 1 (9 delle quali da titolare), la massima serie francese. La sua squadra a fine anno retrocede in Ligue 2, categoria in cui Karuru nella stagione 2010-2011 disputa 25 partite e segna 3 gol. Dopo una seconda stagione in Ligue 2, in cui Karuru segna 6 reti in 30 presenze, la squadra retrocede nella terza serie francese, in cui nella prima parte della stagione 2012-2013 disputa 4 partite senza mai segnare. Prima della chiusura del mercato estivo, Karuru viene ceduto a titolo definitivo al Leuven, squadra della massima serie belga, con cui nella stagione 2012-2013 segna una rete in 21 presenze.

### Nazionale
Con la maglia della nazionale dello Zimbabwe ha disputato 50 partite mettendo a segno 7 reti.

## Statistiche

### Cronologia presenze e reti in nazionale
| Cronologia completa delle presenze e delle reti in nazionale ― Zimbabwe | Cronologia completa delle presenze e delle reti in nazionale ― Zimbabwe | Cronologia completa delle presenze e delle reti in nazionale ― Zimbabwe | Cronologia completa delle presenze e delle reti in nazionale ― Zimbabwe | Cronologia completa delle presenze e delle reti in nazionale ― Zimbabwe | Cronologia completa delle presenze e delle reti in nazionale ― Zimbabwe | Cronologia completa delle presenze e delle reti in nazionale ― Zimbabwe | Cronologia completa delle presenze e delle reti in nazionale ― Zimbabwe |
| Data                                                                    | Città                                                                   | In casa                                                                 | Risultato                                                               | Ospiti                                                                  | Competizione                                                            | Reti                                                                    | Note                                                                    |
| ----------------------------------------------------------------------- | ----------------------------------------------------------------------- | ----------------------------------------------------------------------- | ----------------------------------------------------------------------- | ----------------------------------------------------------------------- | ----------------------------------------------------------------------- | ----------------------------------------------------------------------- | ----------------------------------------------------------------------- |
| 11-7-2021                                                               | Port Elizabeth                                                          | Namibia                                                                 | 2 – 0                                                                   | Zimbabwe                                                                | COSAFA Cup 2021 - 1º turno                                              | -                                                                       | Cap.                                                                    |
| Totale                                                                  |                                                                         | Presenze                                                                | 1                                                                       |                                                                         | Reti                                                                    | 0                                                                       |                                                                         |